# Elbrus
Elbrus (balkarsky Минги-Tау, rusky Эльбрус) je s výškou 5642 metrů nad mořem nejvyšší horou Kavkazu a Ruské federace (nachází se na hranici Karačajsko-Čerkeska a Kabardsko-Balkarska). Podle mnohých názorů na vedení hranice mezi Evropou a Asií se vrchol Elbrusu nachází ještě v Evropě, což z něj činí nejvyšší evropskou horu (podrobněji tuto otázku rozebírá článek Evropa).
Elbrus se nenachází na hlavním kavkazském hřebeni pohoří Velký Kavkaz, nýbrž na severní straně paralelně se táhnoucím bočním kavkazském hřbetu.
Elbrus je neaktivní sopkou s dvěma vrcholy (západní 5642 m n. m. a východní 5621 m n. m.). Vzdálenost mezi vrcholy je 1500 metrů. Svahy sopky jsou pokryté ledovci o celkové ploše 138 km². Sněžná čára je na Elbrusu ve výšce 3700 až 4000 m n. m.

## Galerie

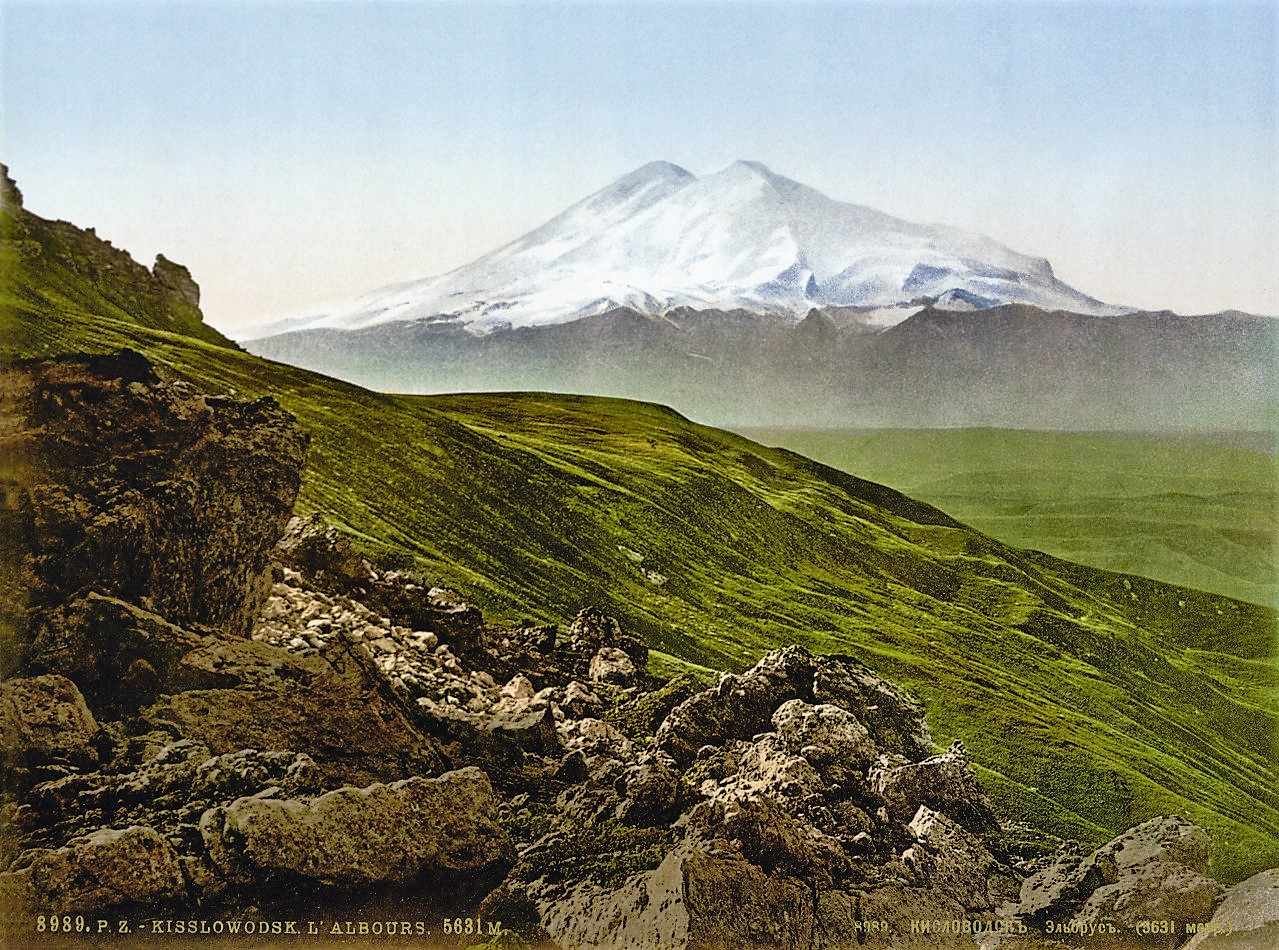
Elbrus na pohlednici z konce 19. století
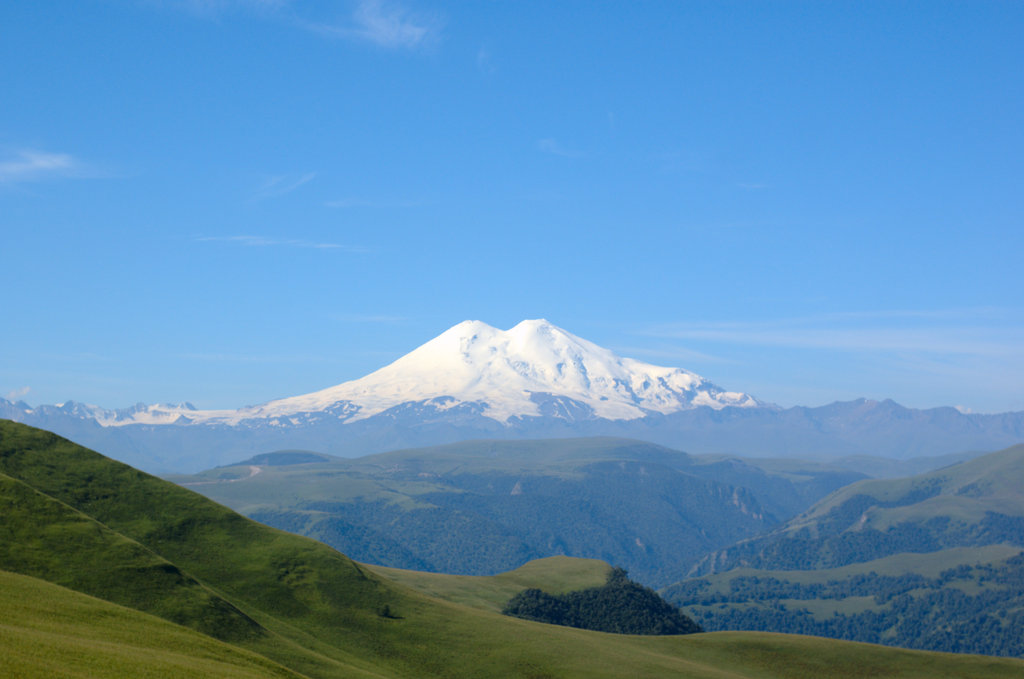
Výhled z hory Šatmatgaz
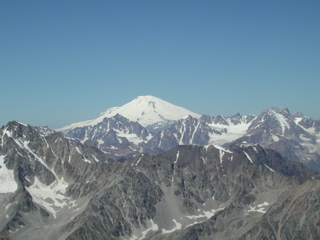
Pohled od východu z Bezengi
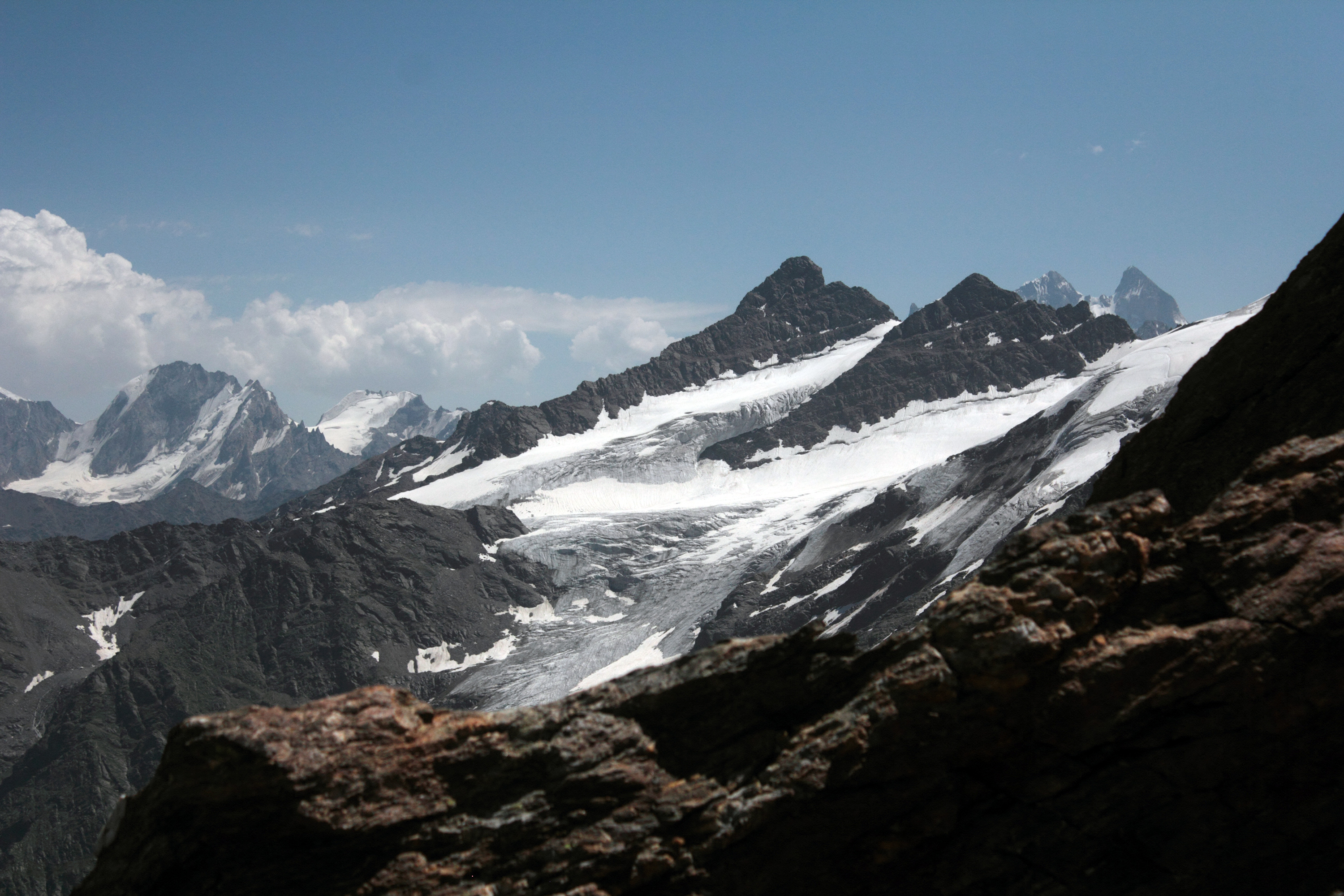
Ledovec Donguz-Orun
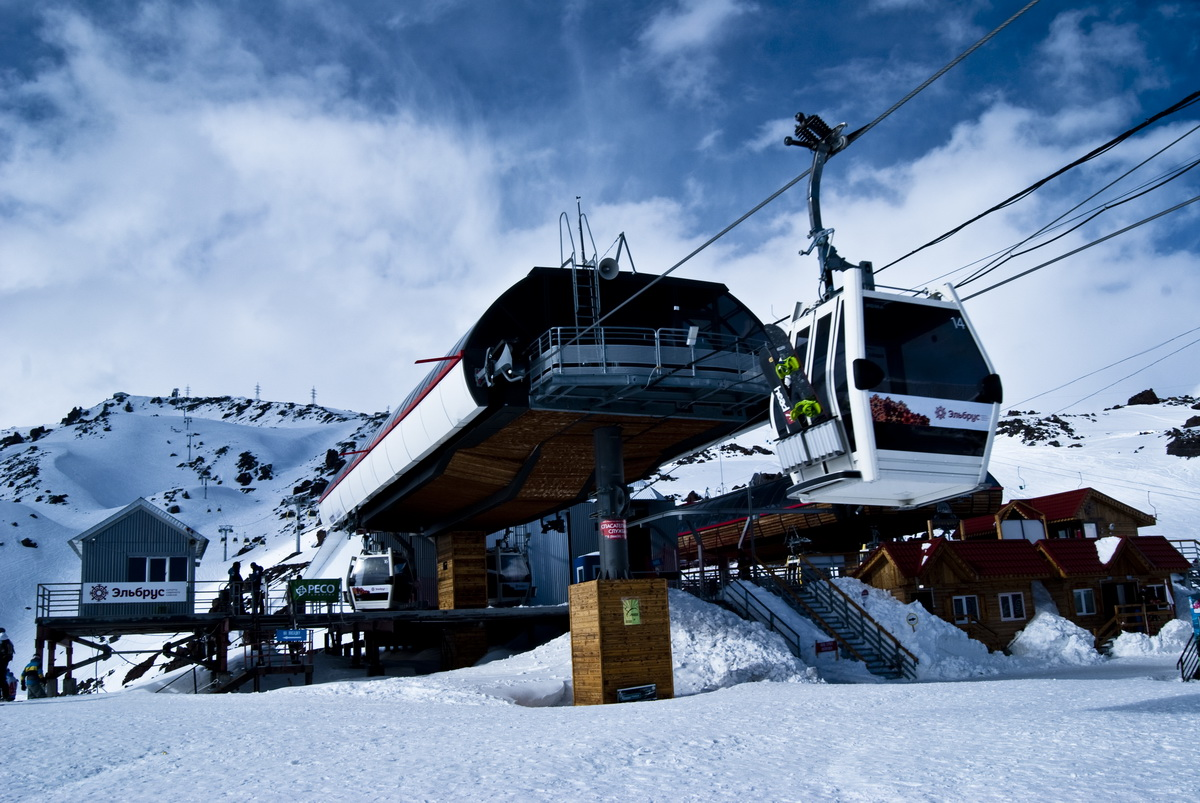
Jedna z lanovek